# Dréan
Dréan (en árabe: الدرعان‎) es una localidad de la costa este de Argelia, situada en la wilaya de El-Taref, a 25 km al sur de Annaba. Durante el periodo colonial francés era conocida como Mondovi, y por el apelativo de "le Petit Paris". Cuenta con una población de 37.686 habitantes, según censo de 2008. Su actividad económica se centra en el sector agrícola y en particular, en el cultivo de tabaco, naranjos y vid. Es la localidad natal del escritor y filósofo Albert Camus.
Administrativamente, Dréan es una daira que comprende las localidades dependientes de Chihani, Chebaita Mokhtar y Besbes.